# Gibraltar (Pennsylvanie)
Pour les articles homonymes, voir Gibraltar (homonymie).
Gibraltar est une census-designated place située dans le comté de Berks, dans le Commonwealth de Pennsylvanie, aux États-Unis. Sa population, qui s’élevait à 680 habitants lors du recensement de 2010, est estimée à 692 habitants au 1er juillet 2020.

## Histoire
La localité est nommée d’après le territoire britannique d’outre-mer de Gibraltar.